# Sayed El Nahas
Sayed Mahmoud El Nahas (en arabe : سيد محمود النحاس) est un boxeur égyptien né le 19 novembre 1939 à Gizeh et mort le 29 novembre 1994.

## Carrière
Sayed El Nahas obtient la médaille d'or dans la catégorie des poids super-légers aux Jeux méditerranéens de 1959 à Beyrouth, la médaille d'or dans la catégorie des poids welters aux championnats d'Afrique de boxe amateur 1962 au Caire, la médaille d'or dans la catégorie des poids super-welters aux Jeux méditerranéens de 1963 à Naples, la médaille de bronze dans la même catégorie aux championnats d'Afrique de boxe amateur 1964 à Accra et ainsi que la médaille d'or aux Jeux africains de 1965 à Brazzaville, aux championnats d'Afrique de boxe amateur 1966 à Lagos et la médaille de bronze aux championnats d'Afrique de boxe amateur 1968 à Lusaka. 
Il participe à trois éditions des Jeux olympiques, en 1960 dans la catégorie des poids super-légers et en 1964 et 1968 dans la catégorie des poids super-welters.